# بوكر بو 131
طائرة Bücker Bü 131 " Jungmann "   كانت طائرة تدريب أساسية ألمانية من ثلاثينيات القرن العشرين كانت تستخدمها لوفتفافه خلال الحرب العالمية الثانية.

## المشغلون
بلغاريا
- القوات الجوية البلغارية

 تشيكوسلوفاكيا
- القوات الجوية التشيكوسلوفاكية
- حارس الأمن القومي التشيكوسلوفاكي

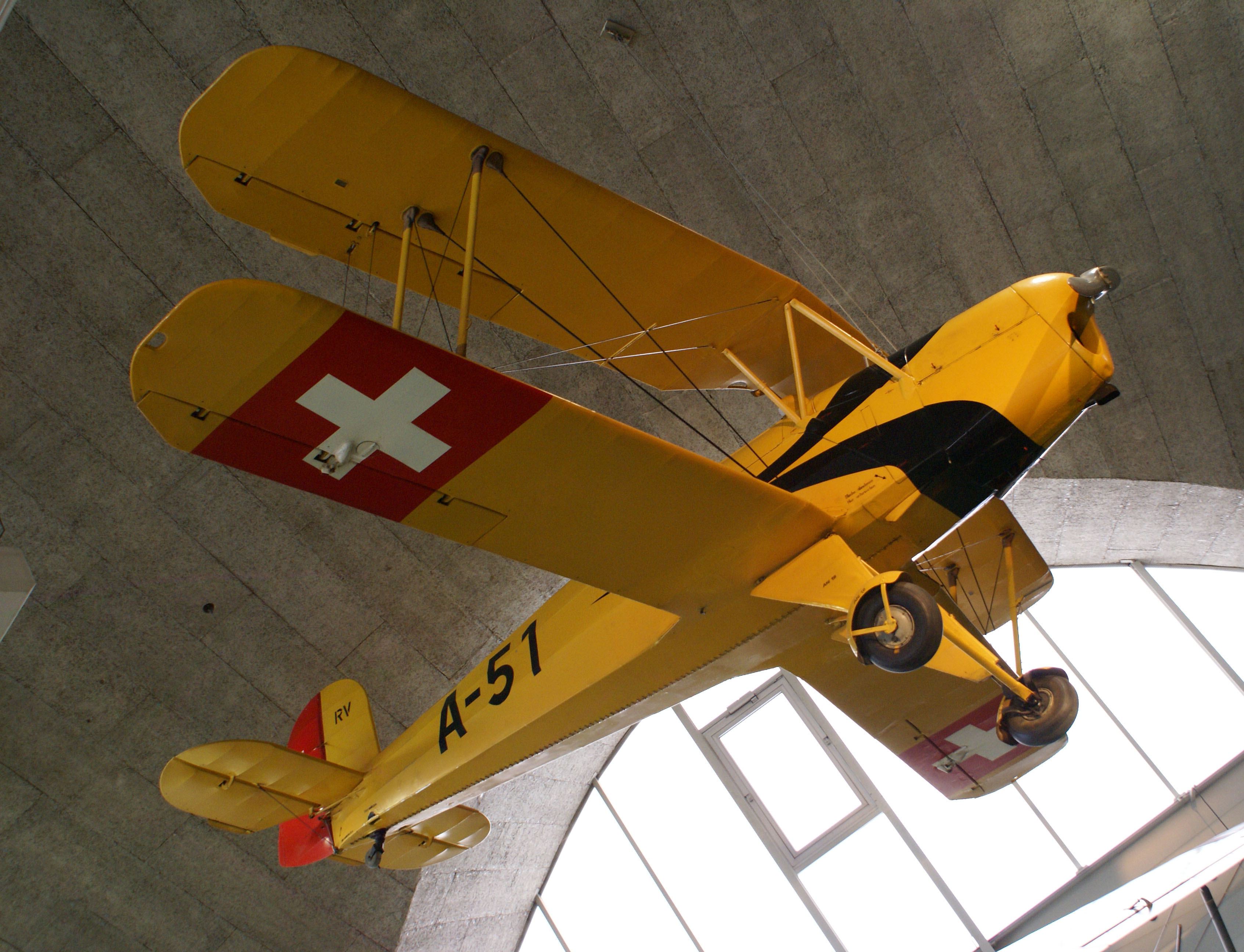
سلاح الجو السويسري Bü 131 B.

قالب:بيانات بلد Independent State of Croatia
- Zrakoplovstvo Nezavisne Države Hrvatske

 ألمانيا
- لوفتفافه

 اليونان
- القوات الجوية اليونانية

 المجر
- القوات الجوية الملكية المجرية

 اليابان
- الخدمة الجوية للجيش الامبراطوري الياباني
- الخدمة الجوية البحرية اليابانية الإمبراطورية

 هولندا
- القوات الجوية الملكية الهولندية

 بولندا
- القوات الجوية البولندية (1 تم شراؤها للاختبارات قبل عام 1939) [3]

 رومانيا
- القوات الجوية الملكية الرومانية
- القوات الجوية الرومانية

 سلوفاكيا
- سلاح الجو السلوفاكي (1939-1945)

 جنوب أفريقيا
- سلاح الجو الجنوب أفريقي

 إسبانيا
- القوات الجوية الإسبانية

- القوات الجوية السويسرية

 Kingdom of Yugoslavia
- القوات الجوية الملكية اليوغسلافية

 يوغوسلافيا
- القوات الجوية اليوغسلافية SFR

## انظر أيضا

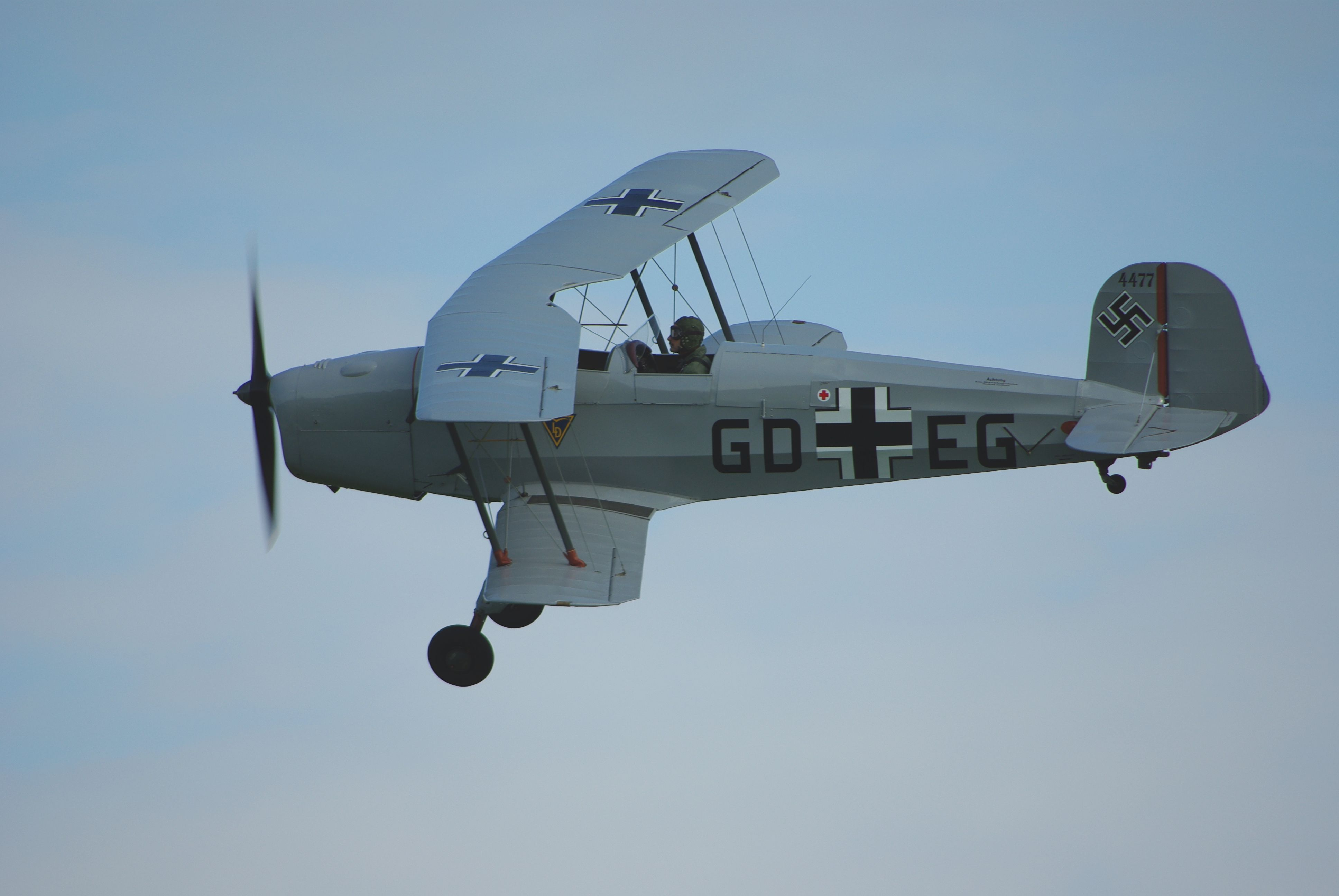
Jungmann G-RETA من Shuttleworth في Old Warden